# チーゴリ
チーゴリまたはルドヴィコ・チーゴリ、本名、ルドヴィコ・カルディ・ダ・チーゴリ（Ludovico Cigoli、本名: Lodovico Cardi da Cigoli、1559年9月21日 - 1613年6月8日）はイタリアの画家、彫刻家、建築家、詩人である。マニエリスムからバロックに移る時代の美術家である。

## 略歴
トスカーナのエンポリ近くのチーゴリ（現在はサン・ミニアートの一部）で生まれた。13歳でフィレンツェの画家、アレッサンドロ・アローリの工房に入り、4年間、働いたが、病気になり、しばらく故郷に戻った。回復後、舞台芸術家、建築家のベルナルド・ブオンタレンティ(Bernardo Buontalenti:1531-1608)の工房に1579年ころに移り、画家として働き、建築を学んだ。ブオンタレンティの工房では、サンティ・ディ・ティート(1536-1603)と知り合い、サンティの工房に移り、サンティを通じてミケランジェロやその追随者のスタイルを学んだ。
1581年頃に、フィレンツェのサンタ・マリア・ノヴェッラ教会の大回廊(chiostro grande)に壁画を描いた。
新しいスタイルを開いていたフェデリコ・バロッチの作品を1587年から研究し、1590年代後半の作品にはチーゴリもバロック様式の創始者の一人とされるスタイルになっていた。
1603年にフィレンツェの学術サークル「クルスカ学会（Accademia della Crusca)」のメンバーになった。
1604年4月から 1613年まで、弟子のジョヴァンニ・ビリヴェルティとローマに滞在した。サン・ピエトロ大聖堂のファザードの制作の仕事に選ばれることを、カルロ・マデルノと競ってマデルノに敗れたが、教皇クレメンス8世の注文で多くの建物の壁画を描いた。
天文学にも興味を示し望遠鏡で空を観察し、ガリレオの友人になった。
弟子や影響を与えた画家には、クリストファーノ・アローリやジョヴァンニ・ビリヴェルティ、ドメニコ・フェッティらがいる。

## 作品

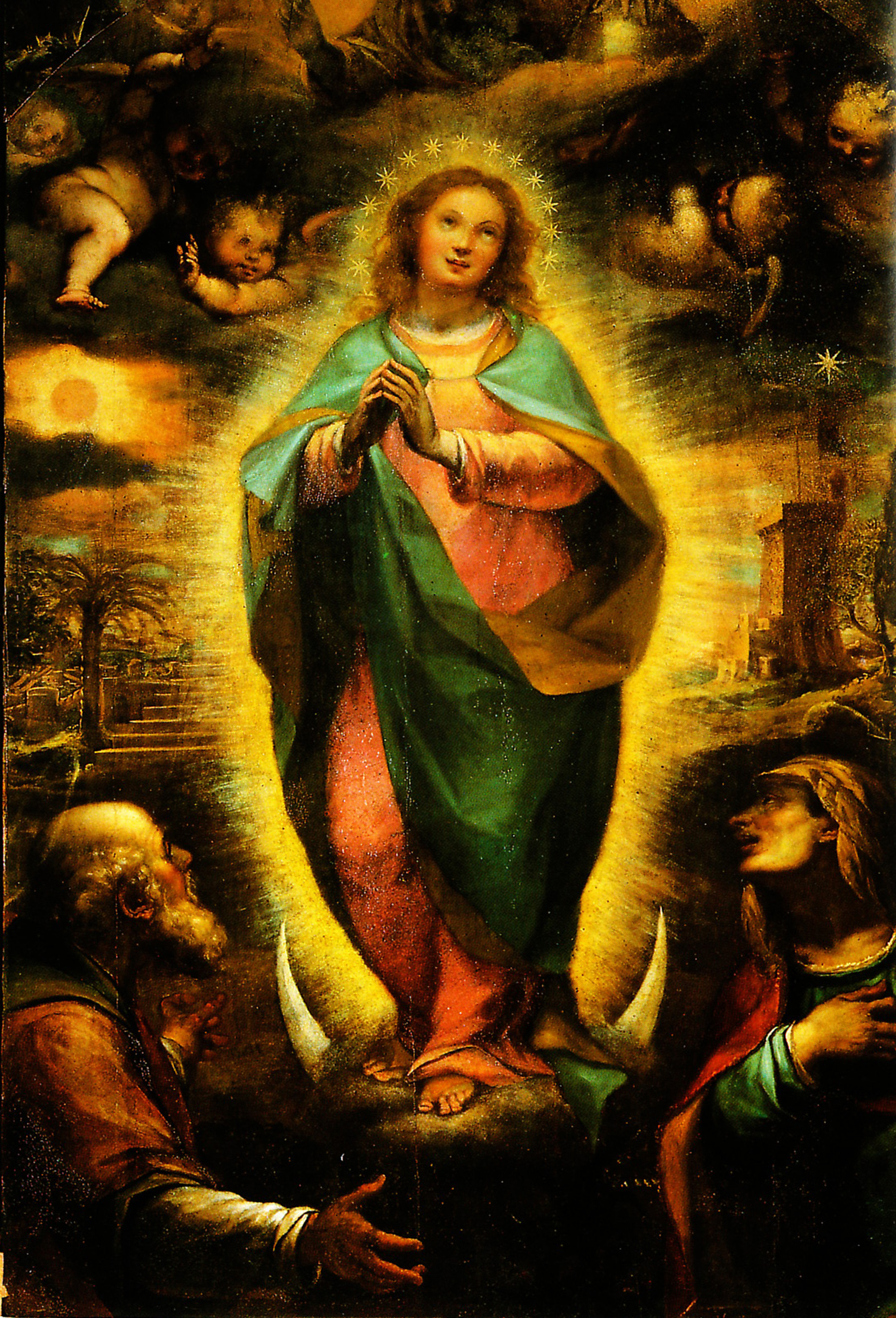
Immacolata Concezione
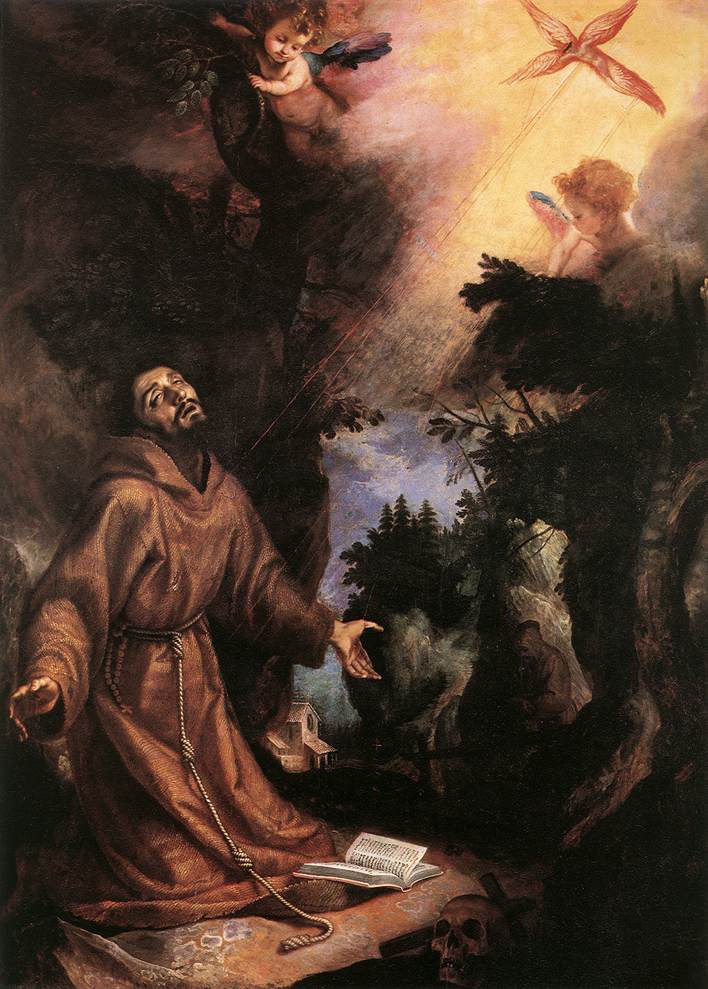
アッシジのフランチェスコ
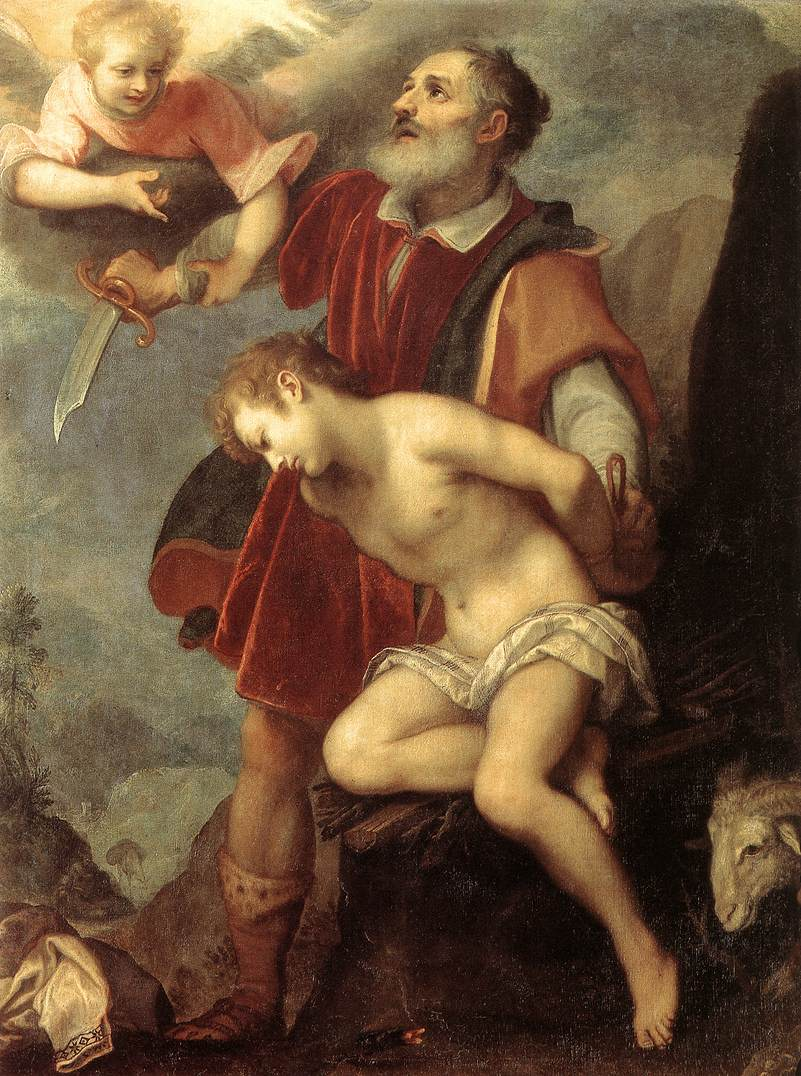
『イサクの犠牲』
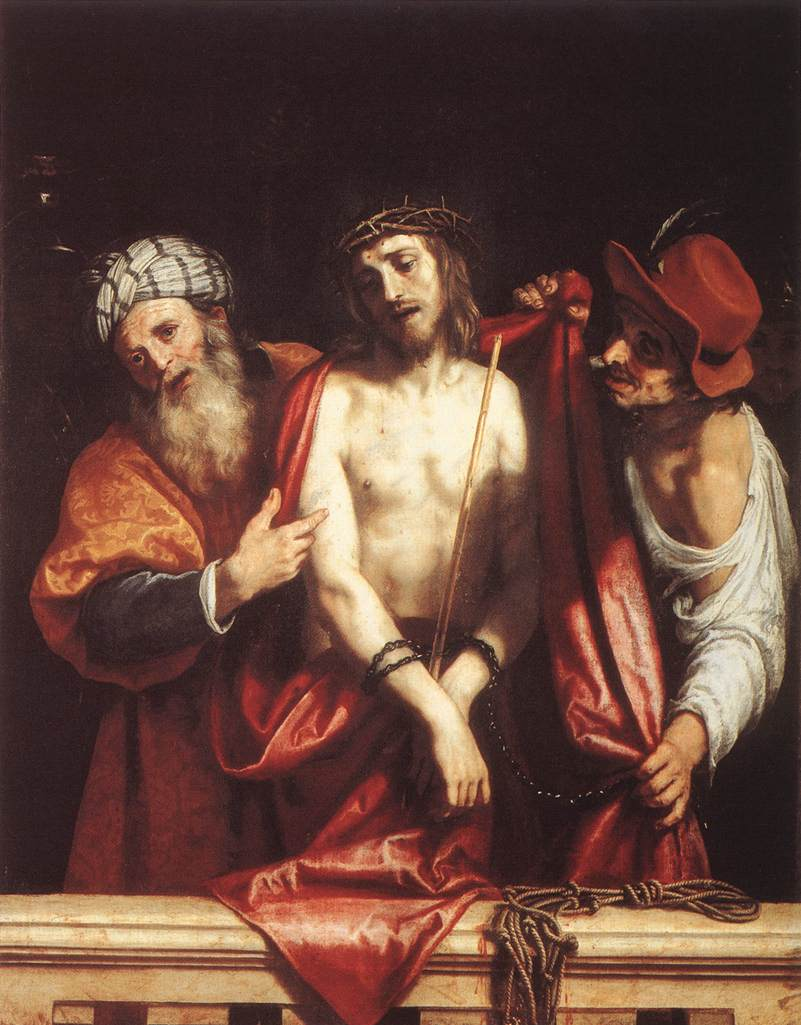
『エッケ・ホモ』